# بقويقة هدسونية
البقويقة الهدسونية (الاسم العلمي: Limosa haemastica) هو طائر ينتمي إلى طيطوي وشنقب . وهو طائر خواض له منقار طويل ومستقيم